# 向翀
向翀（1444年—？年），字九霄，四川保寧府通江縣人，

## 生平
成化十一年（1475年）乙未科進士。初任如皋縣知縣。成化十七年（1481年）擢監察御史。

## 家族
曾祖向自賢，祖向英，父向銘，母趙氏。曾孫向玉軒，崇祯甲戌進士。